# James E. Kyes
James E. Kyes (16. dubna 1906 Everett, Washington – 23. prosince 1943 Atlantský oceán) byl americký námořní důstojník.
Narodil se v Everettu, ve státě Washington a v roce 1930 absolvoval námořnickou akademii. Jako veliteli lodě USS Leary (DD-158) mu byl post mortem udělen Námořní kříž za výjimečné hrdinství v jeho poslední severoatlantické akci proti německým ponorkám na konci prosince 1943. Poté, co jeho loď zasáhla tři torpéda a začala se potápět, vydal rozkaz k opuštění plavidla. Před vlastním odchodem z lodi zkontroloval, zda někdo nezůstal na palubě, a našel v kuchyni uklízeče s nefunkční vestou. Velitel Kyes předal chlapci svou vlastní vestu a poté vystoupil do chladných vod Atlantiku, čímž obětoval svůj život, aby mohl mladý člen jeho posádky žít. V roce 1945 byl po veliteli pojmenován torpédoborec USS James E. Kyes (DD-787).